# Plecak (singel)
Plecak – utwór polskiego rapera Young Multiego, wydany 25 sierpnia 2017 roku, pochodzący i promujący album Nowa fala.
Nagranie uzyskało status podwójnej platynowej płyty (2019). Utwór zdobył ponad 38 milionów wyświetleń w serwisie YouTube (2023) oraz ponad 18 milionów odsłuchań w serwisie Spotify (2025).
Producentem utworu jest Michał Graczyk.

## Twórcy
- Young Multi – słowa[1][5]
- Michał Graczyk – producent[1]
- Itstrfn - mix/master[1]
- HDSCVM - teledysk[1]